# Aegna
Aegna (Duits: Wulf, Zweeds: Ulfsö) is een eiland voor de noordkust van Estland in de Finse Golf. Het eiland ligt voor de kust van het schiereiland Viimsi, 14 km ten noordoosten van Tallinn. Het eiland heeft een oppervlakte van 3,01 km² en heeft zestien permanente bewoners (2020). Bestuurlijk behoort het eiland tot de stad Tallinn: het is het enige eiland dat op het grondgebied van de Estische hoofdstad ligt.
Aegna is een natuurreservaat, waar onder meer de zeearend nestelt. Het eiland wordt voor 70% door bos bedekt en heeft een zandstrand. Verder zijn er veel zwerfkeien te vinden. Het eiland mag door niet meer dan 3000 bezoekers tegelijk worden bezocht. In de zomermaanden exploiteert Kihnu Veeteed een veerdienst tussen Tallinn en Aegna.
In 1460 werd voor het eerst melding gemaakt van (vissers)bevolking op Aegna. Al aan het begin van de 20e eeuw moesten de bewoners van de vijf boerderijen het eiland verlaten om plaats te maken voor militaire verdedigingswerken. Deze werden vanaf 1911 gebouwd en maakten deel uit van de zeevesting Peter de Grote, waar ook de versterkingen op het buureiland Naissaar toe behoorden. De militaire gebouwen zijn thans een ruïne.
Het eiland heeft in de bestuurlijke structuur van Tallinn de status van wijk binnen het stadsdistrict Kesklinn.
Aegna · Juhkentali · Kadriorg · Kassisaba · Keldrimäe · Kitseküla · Kompassi · Luite · Maakri · Mõigu · Raua · Sadama · Sibulaküla · Südalinn · Tatari · Tõnismäe · Torupilli · Ülemistejärve · Uus Maailm · Vanalinn · Veerenni